# Doña Antonia de Ipeñarrieta y Galdós și fiul ei, Don Luis
Doña Antonia de Ipeñarrieta y Galdós și fiul ei, Don Luis este un tablou al pictorului baroc spaniol Diego Velázquez, realizat în 1634, aflat acum în Muzeul Prado. Doña Antonia și fiul ei Luis sunt prezentați în picioare, prinși într-o melancolie elegantă. Femeia folosește scaunul pentru a se sprijini, pentru a-și sublinia statutul social în cadrul Curții, unde avea dreptul să stea jos. Conform diferitelor studii ale pânzei, se crede că figura copilului ar fi putut fi adăugată ulterior.
În acest portret, Velázquez începe să reinterpreteze mișcările lungi influențate de Juan Pantoja de la Cruz, oferind mai multă expresie și delicatețe, exprimându-și maniera naturală și ușoară și captând o lumină aurie cu o tehnică inexplicabilă. În orice caz, experții consideră că portretul soțului ei este mai bine realizat.

## Istorie
Portretul a aparținut familiei înfățișate în tablou până în anul 1905, când, proprietara sa de la acea vreme, Doña María del Pilar Azlor de Aragón y Guillamas, Ducesă de Villahermosa, a șaptea nepoată a femeii din portret, l-a lăsat tabloul prin testament muzeului Prado din Madrid.
În 1989 pictura a făcut parte dintr-o expoziție a lucrărilor lui Velázquez, care a avut loc în Metropolitan Museum of Art din New York.